# 坂崎坦

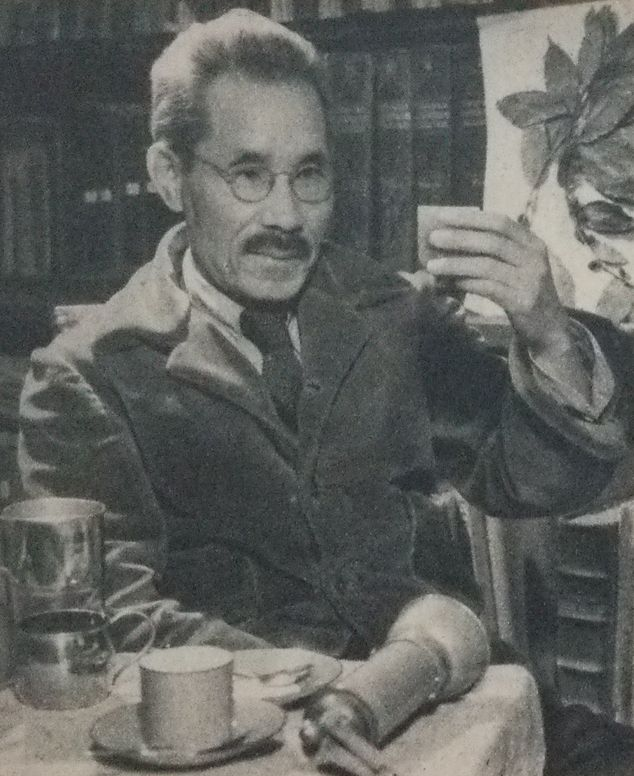
1951年の坂崎

坂崎 坦（さかざき しずか、1887年（明治20年）3月18日 - 1978年（昭和53年）1月4日）は日本の美術史家。美術評論家・坂崎乙郎の父。西洋音楽史家・坂崎紀の祖父。

## 略歴
兵庫県生まれ。早稲田大学英文科卒業。1914年 朝日新聞社に入社。1921年から2年間フランス留学。美術記者から学芸・調査両部長、編集局顧問などを歴任。1936年 文学博士号（早稲田大学）を取得。1942年 朝日新聞社を定年退社。早稲田大学教授、女子美術大学教授、同短大学部長、実践女子大学教授、武蔵野女子大学教授を歴任。紫綬褒章、勲三等瑞宝章を受章。

## 著書

### 単著
- 『十八世紀フランス絵画の研究』岩波書店、1937年6月。
- 『シャルダン』アトリヱ社〈西洋美術文庫 第7巻〉、1939年7月。
- 『日本画の精神』東京堂、1942年1月。
  - 『日本画の精神』ぺりかん社〈日本芸術名著選 5〉、1995年11月。ISBN 9784831507037。
- 『クールベェ』雄山閣、1949年3月。
- 『ドラクロア 芸術と生活』アルス、1949年5月。
  - 『ドラクロワ』美術出版社、1959年4月。
  - 『ドラクロワ』朝日新聞社、1967年6月。
  - 『ドラクロワ』朝日新聞社〈朝日選書 295〉、1986年1月。ISBN 9784022593955。
- 『西洋美術史概説』風間書房、1949年11月。
- 倉橋文雄編集 編『西洋美術史』法政大学通信教育部、1957年6月。
- 『西洋近代美術史』風間書房、1962年4月。
- 『クールベ』岩波書店〈岩波新書〉、1976年6月。

### 編集
- 『日本画談大観』目白書院、1917年7月。
- 『日本画論大観 上巻』アルス、1927年10月。
- 『日本画論大観 中巻』アルス、1929年6月。
- 『小学読本批判座談会』朝日新聞社、1932年4月。
- 『論画四種』岩波書店〈岩波文庫〉、1932年6月。ISBN 9784003304013。

### 共著
- 坂崎坦、仲田勝之助『美術の話』朝日新聞社〈第二朝日常識講座 第2巻〉、1929年11月。

## 論文
- 「ドラクロア覚書」『美術研究』第154号、東京文化財研究所、1949年5月、7-17頁、NAID 120006481232。
- 「橘大枝述「絵事空言」―上―」『文学』第20巻第5号、岩波書店、1952年5月、465-474頁、NAID 40003388083。
- 「フランス美術の流れ」『東京国立博物館研究誌』第44号、東京国立博物館、1954年11月、2-4頁、NAID 40000022934。
- 「印象派から反印象派へ」『実践文学』第1巻、実践女子大学、1957年7月、27-37頁、NAID 110000461833。
- 「和田英作と石井柏亭 洋画壇の二長老を忍ぶ」『実践文学』第6巻、実践女子大学、1959年2月、90-91頁、NAID 110000462217。
- 「脇本楽之軒君を憶う」『日本歴史』第178号、吉川弘文館、1963年3月、39-41頁、NAID 40003064383。
- 「ドラクロワの手紙」『みづゑ』第700号、美術出版社、1963年6月、79-82頁、NAID 40005117383。

### 博士論文
- 「十八世紀フランス絵画の研究」、早稲田大学、1936年12月2日、NAID 500000491049。